# Johann Heinrich Nickel
Johann Heinrich Josef Nickel (* 5. November 1829 in Hanau; † 15. November 1908 ebenda) war Kaufmann und Mitglied des Deutschen Reichstags der Deutschen Freisinnigen Partei.

## Leben
Nickel war Kaufmann im Bijouteriehandel. Außerdem war er Mitbegründer und Vorsitzender des Hanauer Kreditvereins und Handelsrichter. Zwischen 1875 und 1882 war er Vizebürgermeister von Hanau und von 1882 bis 1885 Mitglied der hessischen Abgeordnetenkammer und von 1895 bis 1907 Mitglied des Kommunallandtag Kassel und Provinziallandtag der Provinz Hessen-Nassau.
Von 1887 bis 1890 war er Mitglied des Deutschen Reichstags für den Reichstagswahlkreis Regierungsbezirk Kassel 8 (Hanau, Gelnhausen) und die Deutsche Fortschrittspartei.

## Ehrungen
- Ehrenbürgerwürde im Jahre 1898 für besondere Verdienste in der Stadt Hanau[2]